# Doodia
Doodia,  monotipski rod papratnica iz porodice  Blechnaceae. Postoji 19 vrsta i jedan hibrid iz Australije i Novog Zelanda, te na Pacifiku do Havaja.

## Vrste
1. Doodia aspera R. Br.
2. Doodia australis (Parris) Parris
3. Doodia brackenridgei Carruth.
4. Doodia caudata (Cav.) R. Br.
5. Doodia dissecta Parris
6. Doodia dives Kunze
7. Doodia gracilis Copel.
8. Doodia heterophylla (F. M. Bailey) Domin
9. Doodia hindii Tindale ex T. C. Chambers
10. Doodia kunthiana Gaudich.
11. Doodia linearis C. Moore ex J. Sm.
12. Doodia lyonii O. Deg.
13. Doodia marquesensis E. D. Br.
14. Doodia maxima (R. Br.) J. Sm.
15. Doodia media R. Br.
16. Doodia mollis Parris
17. Doodia paschalis C. Chr.
18. Doodia scaberula Parris
19. Doodia squarrosa Colenso
20. Doodia × digena Parris